# Stříbrná elektroda
Stříbrná elektroda patří mezi  identifikační neboli měrné elektrody druhého druhu. Stříbrná elektroda se používá při argentometrických titracích, pokud stanovujeme málo rozpustné  sloučeniny stříbra. Potenciál elektrody udává koncentraci iontů stříbra rozpuštěných v roztoku. Elektroda se skládá ze stříbrného drátku nebo plíšku, který je umístěný do  skleněné trubičky.

## Čištění
Elektrodu je možné čistit mechanicky a opláchnout v kyselině dusičné. Pokud máme elektrodu vyrobenou jen ze stříbrného drátku, je možné čistit (po předchozích krocích) i s pomocí krátkého přežehnutí plamenem, přičemž je nutné dbát na malé zdržení elektrody v plameni, aby nedošlo k jejímu roztavení. 